# Microsema rubedinaria
Microsema rubedinaria là một loài bướm đêm trong họ Geometridae.